# Philippe Riboud
Philippe Riboud (n. 9 aprilie 1957, Lyon, Rhône⁠(d), Franța) este un fost scrimer francez specializat pe spadă, care a cucerit șase medalii la Jocurile Olimpice, inclusiv două de aur. A fost și dublu campion mondial la individual (în 1979 și în 1986) și campion mondial pe echipe în 1982.
Este fratele lui Stéphane Riboud, care a fost antrenor la echipa națională de spadă a Franței. 

## Legături externe
- Materiale media legate de Philippe Riboud la Wikimedia Commons
- en Philippe Riboud la Olympedia.org